# حسن الرضيع
حسن الرضيع (1988-2023) أكاديمي واقتصادي فلسطيني، ولد في مدينة بيت لاهيا في غزة وحصل على درجة الماجستير في الاقتصاد وكان متخصص في اقتصاد الأزمات، وكان طالب دكتوراه في فلسفة الاقتصاد. كما عَمِلَ محاضراً غير متفرغ في بعض الجامعات الفلسطينية كجامعة الأزهر، وقدم خدمات استشارية لدى معهد دراسات التنمية – جامعة بيرزيت.
استُشهد بتاريخ 4 نوفمبر 2023 وذلك خلال الرد الإسرائيلي على عملية طوفان الأقصى.

## سيرته
نشر حسن عطا الرضيع العديد من الدراسات والأبحاث في مختلف الصحف والمجلات الفلسطينية والعربية كدراسة الآثار الاقتصادية والاجتماعية للبطالة في الأراضي الفلسطينية. ونشر ما يقارب 150 مقال في الاقتصاد الفلسطيني والعربي والدولي، وشارك في العديد من المؤتمرات الاقتصادية والعلمية في فلسطين. كما اهتم في القضايا المتعلقة في التنمية الاقتصادية والبدائل الوطنية المتاحة للاستثمار والنمو الاقتصادي المستدام، وكان أحد الدعاة لإنشاء بنك للفقراء وبرامج التمويل بدون فائدة وذات البعد التنموي والاجتماعي، واهتم بالتجارب الدولية في مكافحة الفقر والبطالة وبالرؤى الاقتصادية المتنوعة والهادفة إلى تحقيق تنمية شاملة للمجتمعات الفقيرة وغير المستقرة كفلسطين، وشارك كخبير اقتصادي في برنامج عين على فلسطين لقناة المغاربية في لندن.